# Horacio Accavallo
Horacio Accavallo (* 14. Oktober 1934 in Buenos Aires, Argentinien; † 13. September 2022) war ein argentinischer Boxer im Fliegengewicht.

## Profikarriere
Im Jahre 1956 begann er erfolgreich seine Profikarriere. Am 1. März 1966 boxte er gegen Katsuyoshi Takayama  um die Weltmeistertitel der Verbände WBA und WBC und gewann durch geteilte Punktrichterentscheidung. Diese Gürtel verteidigte er noch im selben Jahr gegen Hiroyuki Ebihara und Efren Torres und im darauffolgenden Jahr gegen Ebihara im Rückkampf. 
Nach diesem Sieg beendete Accavallo seine Karriere und trat somit als Weltmeister zurück.
Er wurde als Argentiniens Sportler des Jahres 1966 ausgezeichnet.